# 阪和住吉総合病院
阪和住吉総合病院（はんわすみよしそうごうびょういん）は、医療法人錦秀会が大阪府大阪市住吉区南住吉に設置していた病院。

## 概要
救急告示病院。公益財団法人日本医療機能評価機構認定病院(病院評価結果は3rdG:Ver.1.1(2回目,2016年6月3日認定,2021年3月3日認定有効期限))。
2021年10月より大阪府内で3カ所目の新型コロナウイルス専門病院として運用を開始することとなった。2022年9月まで1年間の稼働を予定している。
2022年6月に新しい阪和記念病院に統合された。

## 診療科
- 内科[5]
- 消化器内科[5]
- 呼吸器内科[5]
- 外科[5]
- 消化器外科[5]
- 整形外科[5]
- 形成外科[5]
- 泌尿器科[5]
- 麻酔科[5]
- 放射線科[5]
- リハビリテーション科[5]

## 医療機関の認定
- 保険医療機関[5]
- 労災保険指定病院[5]
- 生活保護法指定病院(中国残留邦人等の円滑な帰国の促進並びに永住帰国した中国残留邦人等及び特定配偶者の自立の支援に関する法律(平成6年法律第30号)に基づく指定医療機関を含む。)[5]
- 公害医療機関[5]
- 原子爆弾被害者一般疾病医療取扱病院[5]
- 身体障害者福祉法指定医の配置されている医療機関[5]
- DPC対象病院[5]

## 交通アクセス
- JR阪和線「我孫子町駅」下車北西に徒歩約5分[6]
- 南海高野線「沢ノ町駅」下車東に徒歩約10分[6]
- OsakaMetro御堂筋線「長居駅」または「あびこ駅」下車、徒歩約20分[6]

## 周辺
- 阪和病院（隣接）
- 大阪市立南住吉小学校
- 住吉区役所

## 系列病院
- 錦秀会グループ
- 阪和病院（医療法人錦秀会）
- 阪和第二病院（医療法人錦秀会）
- 阪和記念病院（医療法人錦秀会）
- 阪和第二住吉病院（医療法人錦秀会）
- 阪和第一泉北病院（医療法人錦秀会）
- 阪和第二泉北病院（医療法人錦秀会）
- 神出病院（医療法人財団兵庫錦秀会）
- 阪本病院（医療法人聖和錦秀会）
- 阪和いずみ病院（医療法人聖和錦秀会）